# George Nolfi
George Nolfi (Boston, 10 giugno 1968) è uno sceneggiatore, regista, produttore cinematografico e produttore televisivo statunitense.

## Biografia
Nato a Boston, ha frequentato le scuole medie e superiori in un sobborgo di Chicago. Si è laureato con lode in Politica pubblica presso l'Università di Princeton e si è aggiudicato una borsa di studio presso l'Università di Oxford. Ha completato la sua formazione laureandosi in Filosofia ed intraprendendo un dottorato di ricerca in Scienze politiche presso la UCLA.
Come sceneggiatore ha esordito nel 2003 con il film Timeline - Ai confini del tempo, in seguito è stato autore degli script di Ocean's Twelve e The Sentinel. Nel 2007 è stato coautore della sceneggiatura del terzo film dedicato a Jason Bourne, The Bourne Ultimatum - Il ritorno dello sciacallo.
Nel 2010 debutta come regista con il thriller fantascientifico I guardiani del destino, di cui è anche sceneggiatore, basandosi su un breve racconto di Philip K. Dick.

## Filmografia

### Sceneggiatore
- Timeline - Ai confini del tempo (Timeline), regia di Richard Donner (2003)
- Ocean's Twelve, regia di Steven Soderbergh (2004)
- The Sentinel - Il traditore al tuo fianco (The Sentinel), regia di Clark Johnson (2006)
- The Bourne Ultimatum - Il ritorno dello sciacallo (The Bourne Ultimatum), regia di Paul Greengrass (2007)
- I guardiani del destino (The Adjustment Bureau), regia di George Nolfi (2010)
- Need for Speed, regia di Scott Waugh (2014)
- Allegiance – serie TV (2015)
- Spectral, regia di Nic Mathieu (2016)
- The Banker, regia di George Nolfi (2020)

### Regista
- I guardiani del destino (The Adjustment Bureau, 2010)
- Bruce Lee - La grande sfida (Birth of the Dragon, 2016)
- The Banker (2020)

### Produttore
- The Sentinel - Il traditore al tuo fianco (The Sentinel), regia di Clark Johnson (2006)
- I guardiani del destino (The Adjustment Bureau), regia di George Nolfi (2010)
- Allegiance – serie TV (2015)
- The Banker, regia di George Nolfi (2020)